# Bonaparte haranguant l'armée avant la bataille des Pyramides
Bonaparte haranguant l'armée avant la bataille des Pyramides – ou simplement Bataille des Pyramides – est un tableau réalisé par le peintre français Antoine-Jean Gros en 1810. De format horizontal, cette huile sur toile est une peinture d'histoire qui représente Bonaparte désignant à l'Armée d'Orient les pyramides de Gizeh, en Égypte, au commencement de la bataille des Pyramides, le 21 juillet 1798. Monté sur un cheval blanc qui se cabre au milieu de la composition, le général est entouré d'une multitudes de figures le regardant, dont son état-major derrière lui à gauche. La scène montre l'instant où il prononce sa formule demeurée célèbre : « du haut de ces pyramides, quarante siècles vous contemplent ».
Commandée en 1809 pour la salle des Séances du palais du Luxembourg, à Paris, l'œuvre est exposée au Salon de peinture et de sculpture l'année de sa création. Agrandie par Auguste-Hyacinthe Debay en 1835, elle est conservée dans l'aile du Midi du château de Versailles, à Versailles, dans les Yvelines.